# Nyakabindi
Nyakabindi è una circoscrizione mista (mixed ward) della Tanzania situata nel distretto di Bariadi, regione del Simiyu. Conta una popolazione di 19 723 abitanti (censimento 2012).